# Castelloza

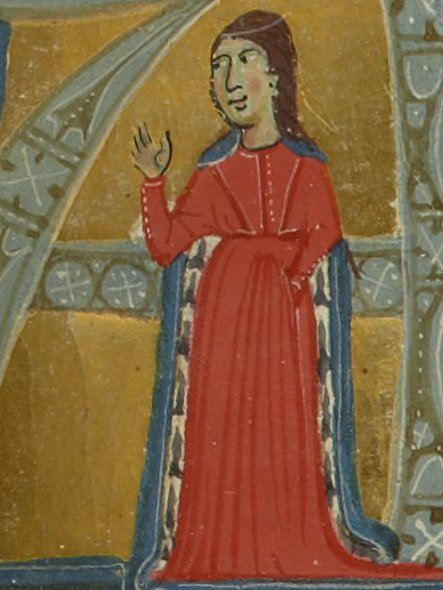
Castelloza (aus Bibliothèque Nationale MS842, 13. Jahrhundert)

Castelloza war eine französische Trobairitz des frühen 13. Jahrhunderts. Über ihr Leben ist wenig bekannt. Laut ihrer Vida stammte sie aus der Auvergne und war mit einem Mann namens Truc Mairona verheiratet. Wahrscheinlich ist sie im Umfeld des Trobadors Peirol anzusiedeln.
Vier Lieder von ihr sind überliefert, jedoch von keinem die Melodie. Damit ist sie neben Beatriz de Dia die einzige Trobairitz, von der mehr als ein Lied erhalten ist. Das Thema ihrer Lieder ist die betrogene Liebe.

## Lieder
- Amics, s’ie us trobes avinen
- Ia de chantar non degr’aver talan
- Mout avetz faich lonc estatge
- Per ioi que d’amor m’avegna